# اکپانت
اکپانت (به لاتین: Akpante) یک منطقهٔ مسکونی در توگو است که در منطقه کارا واقع شده‌است.